# František Provazník
František Provazník (Prága, 1948. február 7. –) olimpiai bronzérmes cseh evezős, fotográfus.

## Életútja

### Sportolóként
Az 1972-es müncheni olimpián kormányos négyesben társaival (Otakar Mareček, Karel Neffe, Vladimír Jánoš, Vladimír Petříček) bronzérmet szerzett. 1973-ban a moszkvai Európa-bajnokságon ugyanebben a versenyszámban szintén bronzérmes lett.

### Fotográfusként
Kétéves fotóújságírás tanfolyamot végzett, majd 1974 és 1979 között a prágai FAMU-n (Filmová a televizní fakulta Akademie múzických umění v Praze) fotográfiát tanult. Főleg gasztronómiai, reklám- és portréfotózással foglalkozik. Számos ismert emberről készített portrét. mint Benazír Bhutto, Iris Murdoch, John Rothenstein, Richard Branson, John le Carré, Peter Bowles, Barry Humphries, Muhammad Ali illetve Václav Havel, Bohumil Hrabal és Dana Zátopková. 1996-tól a cseh gasztronómia fényképezésére specializálta magát.

## Sikerei, díjai
- Olimpiai játékok – kormányos négyes
  - bronzérmes: 1972, München
- Európa-bajnokság – kormányos négyes
  - bronzérmes: 1973

## Kiállításai

### Egyéni
- 1984 The Faces (Portréty) – Playhouse Theatre, Oxford, Anglia
- 1985 Photographs (Fotografie) – Templeton College, Oxford, Anglia
- 1985 Assemblage (Asambláže) – Untitled Gallery, Sheffield, Anglia
- 1985 Aspects of Still Life (Aspekty zátiší) – Axion Gallery, Cheltenham, Anglia
- 1986 Still Life (Zátiší) – Gardner Centre, Brighton, Anglia
- 1986 Still Life (Zátiší) – Photo Gallery, Cardiff, Anglia
- 1996 Fotky - Kabinet výtvarného umění, Benešov, Csehország
- 2000 Fotografická zátiší, Humpolec, Csehország
- 2005 Zátiší – Malostranská beseda, Prága, Csehország
- 2008 Obraz ve fotografii, Muzeum umění a designu, Benešov, Csehország
- 2008 Obraz ve fotografii, Felix Figura, Prága, Csehország
- 2009 Mušle, Ars Pragensia, Prága, Csehország

### Csoportos
- 1982 The Third Meaning (Třetí význam) – Museum of Art, Oxford, Anglia
- 1982  Ten Oxford Artists (Deset oxfordských umělců) – Museum de Lakenhal, Leiden, Hollandia
- 1984 Six Artists (Šest umělců) – Oxford Polytechnic, Oxford, Anglia
- 1984 Sequences (Série) – Cambridge Darkroom, Cambridge, Anglia
- 1984 Group Six (Skupina šesti) – Orleans House Gallery, London, Anglia
- 1985 Sequences (Série) – Watershed Gallery, Bristol, Anglia
- 1985 Three Citis (Tři města) – Waaggenbouw, Leiden, Hollandia, Oxford, Anglia
- 1985 Five Artists (Pět umělců) – Trinity College, Oxford, Anglia
- 1987 Flowers (Květiny) – Anne Berthoud Gallery, Cork Street, London, Anglia
- 1987 Salon of Contemporary British Photography (Salon současných britských fotografů), Bristol, Anglia
- 1992 Česká fotografie v exilu – Mánes, Prága, Csehország
- 1993 Introducing (Představování) – Association of Profesional Photographers, London, Anglia
- 1996 Salon výtvarníků Benešovska – Muzeum umění a designu, Benešov, Csehország
- 1996 Kožkyn s.r.o. – Kabinet výtvarného umění, Benešov, Csehország
- 1999 Leica Gallery - Ambit, Prága, Csehország
- 2000 Salon výtvarníků Benešovska – Muzeum umění a designu, Benešov, Csehország
- 2001 Obrazy F. Mrkvičky a fotografická zátiší F. Provazníka, Vlašim, Csehország
- 2002 Salon výtvarníků Benešovska – Muzeum umění a designu, Benešov, Csehország
- 2006 Jídlo – Malostranská beseda, Prága, Csehország
- 2006 Salon výtvarníků Benešovska – Muzeum umění a designu, Benešov, Csehország
- 2010 Papoušek Felix, Felix Figura, Prága, Csehország

## Galéria

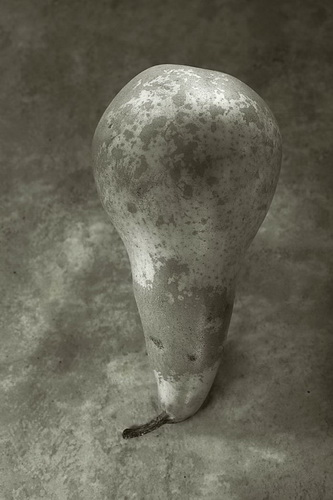
Hruška (Körte)
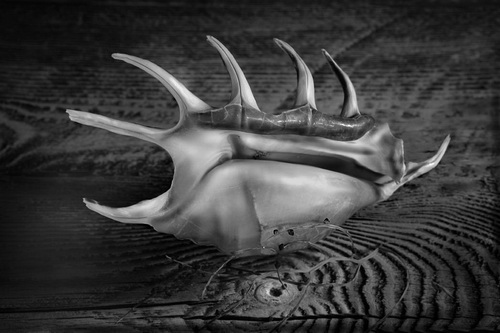
Mušle (Kagyló)
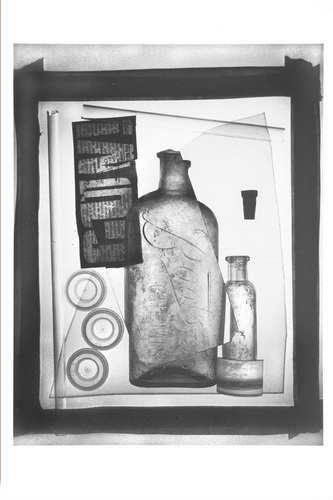
Pocta Juanu Grisovi (Tisztelet Juan Grisnek), Oxford, 1991